# Bába Iván
Bába Iván (Teplice, Csehszlovákia, 1950. június 25. –) műfordító, szerkesztő, diplomata, a Külügyminisztérium közigazgatási államtitkára volt 2010–2014 között.

## Végzettsége
1969-ben a pozsonyi Comenius Egyetemen diplomázott. 1974-ben Eötvös-kollégistaként az Eötvös Loránd Tudományegyetem Bölcsészettudományi Karán szerzett diplomát magyar nyelv és irodalom, valamint angol nyelv és irodalom szakon.

## Munkahelyei
1974 és 1976 között szerkesztőként dolgozott a pozsonyi Madách Könyvkiadóban. Majd ezután a Magyar Rádió Irodalmi Főosztályán volt szerkesztő 1983-ig illetve a nyolcvanas években a Nagyvilág című világirodalmi folyóirat rovatvezetője volt. Főszerkesztőként dolgozott a Dátum című független napilapnál, és a Magyarok című kulturális havilapnál is 1989 és 1990 között.
Az 1990 és 1994 között a Külügyminisztériumban volt főosztályvezető, majd helyettes államtitkár. 1994-től 1998-ig az MDF önkormányzati képviselője volt a XIII. kerületi önkormányzatban. 1998-tól 2000-ig a Magyar Köztársaság varsói nagyköveteként majd két éven át a Külügyminisztérium közigazgatási államtitkáraként dolgozott. 2002-től 2006-ig a Fidesz külügyi hivatalának vezetője volt. Ezt követően szabadfoglalkozású kutatóként dolgozott. 2008-tól 2010-ig a Budapest-Fasori Evangélikus Gimnázium tanára volt.

## Közéleti megbízatásai
1997-től az MDF országos választmányának az elnöke. 1997-től egy éven át a Hungária (Duna) Televízió közalapítvány kuratóriumának elnökségi tagja. 2009 és 2010 között a Hungária Televízió közalapítvány elnökségének tagja.

## Nyelvtudása
Angolul, szlovákul, csehül, franciául és lengyelül beszél.

## Családi állapota
Nős, felesége Nagy Ágota Ildikó. Három gyermek édesapja.

## Főbb művei
- Békés átmenet. Adalékok a kialkudott rendszerváltoztatáshoz; ICDT Demokratikus Átalakulásért Intézet, Budapest, 2007
- Felgyorsult történelem. 18 beszélgetés a szocializmus bukásáról; szerk. Bába Iván; Demokratikus Átalakulásért Intézet, Budapest, 2010
- Rendszerváltoztatás Magyarországon. Egy történelmi pillanat leírása; Veritas Történetkutató Intézet–Magyar Napló, Budapest, 2015 (Veritas könyvek)
- A kommunizmus bukása. Rendszerváltoztatás Közép-Európában 1989–1990-ben; IASK–Savaria University Press, Kőszeg–Szombathely, 2017 (IASK monográfiák sorozat)
- Bába Iván–Gyurcsík Iván–Kiss Gy. Csaba: Közép-Európa magyar szemmel; IASK, Kőszeg, 2020 (IASK monográfiák sorozat), angolul is